# Зосенко Купріян Федорович
Купріян Федорович Зосенко (27 вересня 1907 року, Бобрик, нині Роменського району Сумської області — 27 квітня 1987 року, Ромни, Сумська область) — український художник.

## Біографія
Зосенко Купріян Федорович народився 27 вересня 1907 року на хуторі Гайдуків поблизу села Бобрик, нині Роменського району Сумської області. До війни працював художником у кінотеатрі імені Чапаєва. У роки війни зі зброєю в руках захищав батьківщину. Після війни викладав малювання у Роменській школі № 2. Він навчав дітей любити природу, пробудив цікавість до оточуючого світу. Купріян Федорович був людиною неординарною, талановитою, спілкувався з культурною елітою свого часу. Він товаришував з Іваном Цюпкою, Іваном Желаєвим, Євгеном Адамцевичем, Абрамом Варшавським. Купріян Зосенко був знайомий із кінорежисером і скульптором Іваном Кавалерідзе. Кавалерідзе, коли приїжджав у Ромни, не раз зупинявся у Зосенків. Тоді в будиночку на вулиці Кірова велися нескінченні розмови про минуле і сьогодення міста, про творчі задуми, мистецькі течії. Купріян Зосенко грав на бандурі, багатьом запам'ятався у вишитій сорочці, з бандурою в руках. Він часто спілкувався з артистом Роменського театру Степаном Шкуратом, брав участь у будівництві пам'ятника Тарасові Шевченку.

## Творчість
Купріян Федорович Зосенко писав пейзажі, портрети, натюрморти. Картина «Весна в селі Житне» була створена у 1937 році. Під безмежно прозорим небом попід горою боровичками розкинулися хатки, вкриті соломою. За плетеними тинами видніються нехитрі селянські обійстя. Тут народжуються, живуть і помирають. Так спокійно і затишно біля оксамитового гаю. Зграйкою берізки височіють за садками. Наче й немає лихоліть двадцятого століття. Насправді ж селяни тільки пережили голод 1932—1933 років. Чи не про нього нагадують насипані горбки на передньому плані? Вони вже вкрилися травою. Це тиша перед бурею. Митці наділені даром передчуття. Через кілька років війна порушить спокій у вітчизні. У Житному за роки війни буде страчено двадцять вісім чоловік, шістнадцять будуть вивезені на примусові роботи. Через сімдесят років (а саме стільки минуло з часу написання картини) реалістичне живописне полотно стало історичною реліквією. За ним можна відтворити, якими були наші села раніше.

## Тростянець
Місцем натхнення був для Купріяна Зосенка Тростянецький дендропарк. Там часто бував із родиною і друзями. У вченого — лісника Олександра Григоровича Завадського набирались знань і оптимізму. Купріян Федорович у листах називав парк «величним, Божественно красивим», від самої згадки про нього «на душі ставало легко і приємно, наче життєдайну силу там черпав». Рукописи Завадського про Качанівку, Сокиринці, Тростянець Зосенко передрукував у двох екземплярах і часто їх перечитував. «Це безцінна історія для нас», — писав учитель. Любив художник весну і осінь: «Радісно на серці, коли їх згадую». Картина «Місток у парку» була написана в 1977 році у Тростянецькому дендропарку. Ще не буяє різнобарв'ям осінь, та літо вже минуло. І верба схилилась під тягарем часу. Саме цей пейзаж згодом напише Валерій Купріянович.